# 文彩元
文彩元（1986年11月13日—），韓國女演員，2007年以情境喜劇《奔跑吧，鯖魚》正式出道。

## 經歷

### 出道前：從美術生到演員
文彩元出生於韓國大邱廣域市，由祖父為其命名，身為長女還有一個弟弟。小學六年級時轉學至首爾鳳恩初等小學，畢業後進入清潭中學，因為鄉音無法和同學自在溝通而被排擠，在學校裡約一年的時間總是獨自一人。從小安靜又內向，中學時期便有些男學生在校門口等著她。
中學時期開始對觀賞戲劇電影產生興趣與憧憬，中學時曾瞞著父母用補習費報名表演補習班，但當時並未有想要成為演員的想法。在大邱讀小學時曾學習過舞蹈，搬家到首爾前接受過一次大手術，在那之後便改為學習美術。中學畢業後進入善花藝術高中學習繪畫專攻。進入藝高後個性也漸漸變得爽朗，直到2年級時都很認真地畫畫，但在3年級時產生想成為演員的想法感到徬徨。
想要放下畫筆、放棄藝術大學而改就讀演藝相關學科，在父母親的堅持反對下，仍舊進入秋溪藝術大學西洋畫系就讀，但在一個學期後便休學，進入第一個經紀公司金鐘學製片公司，後來申請退學。一年後初次試鏡第一個作品SBS《奔跑吧鯖魚》，在第二次試鏡前一晚為了消除緊張感在床頭上燒精油，但卻掉了下來燒到頭髮與眉毛，連臉上都燒傷了，纏著繃帶參加二次試鏡仍然取得角色。

### 2007年－2009年：邁向受矚目的演員
2007年播出文彩元的首部作品《奔跑吧鯖魚》因為收視率不振，使得原本企劃為24集的戲劇只以8集作收，之後出演的電影《我們學校的ET》也是票房不佳。
但是在2008年SBS史劇《風之畫員》裡飾演妓生丁香一角，和文瑾瑩一同被稱為「五兩情侶」，且獲得好評，並在當年SBS演技大賞中獲得最佳情侶獎與最佳新人獎，尤其是因為在最佳情侶獎項中首次出現女女Couple所以更受矚目，文彩元的獲獎感想是「時代似乎改變了很多，謝謝大家關注五兩情侶。」，同年的第16屆大韓民國文化演藝大賞頒獎典禮中獲得戲劇部門新人演員獎。
2009年和韓孝周、李昇基、裴秀彬等主演的SBS周末劇《燦爛的遺產》中擔綱演出，本劇收視率創下超過40%的記錄，且相當受到觀眾喜愛，接著在KBS《拜託小姐》中演出，給觀眾看到至今完全不同的開朗模樣且戲路更加寬廣。

### 2010年－2017年：休整期與人氣演員的躍進
2009年演出《拜託小姐》後和金鐘學製片公司的合約結束，經過一年的空白期。文彩元在休整期間感受到對於演技的渴望，另外重新拾起畫筆。2010年10月，和barusone（更名後為現在的ms team）簽訂專屬合約，並以SBS《沒關係，爸爸的女兒》作為首次主演再次開始展開活動。
2011年電影《最終兵器：弓》與朴海日、柳承龍等演員一同演出，本片在當年8月首映後創下745萬人觀覽記錄，也是當年最受歡迎的電影，文彩元以本作獲得大鐘賞新人演員獎、青龍電影節新人演員獎。
2011年7月，在KBS《公主的男人》中演出首陽大君的長女李世姈一角。劇初因台詞口氣與現代劇相近而遭受演技差的批評，但隨著集數推進展現出穩定的演技並掀起了「世姈症」風潮，引起熱烈反應，且彙集許多話題，平均收視率為19.3%。文彩元以本劇獲得2011年KBS演技大賞最優秀演技獎、人氣獎及最佳情侶獎，成為三冠王。
2012年9月，在KBS《世上哪裡都找不到的善良男人》飾演自若冷漠、純真等多重演技獲得諸多業內人士的稱讚，充足的準備被導演稱作「劇組的模範生」。
2013年8月，首次演出醫學劇KBS《Good Doctor善良醫生》，在劇中飾演性格大剌剌的小兒外科第二年住院醫生的車允書一角。此劇最高收視率為21.5％(2013年月火劇收視冠軍)，平均收視率為18.53％。文彩元以此劇獲得2013年KBS演技大賞中篇電視劇優秀演技獎、人氣獎及最佳情侶賞。
自2011年獲得電影最佳新人演員獎之後，就未曾再拍過電影的文彩元，連續3年主演的電視劇取得良好成績後，將目標轉向了電影圈，2014年1月，和高洙一起演出由姜帝圭執導，2014年香港國際電影節參展的短篇電影作品《戀慕》。
2015年1月出演電影《今天的戀愛》，暌逢六年與李昇基再度合作。
2015年9月，睽違兩年確定重回電視劇圈，主演由同名漫畫作品改編的MBC《Goodbye Mr. Black》，此劇於2016年3月16日首播。
2016年1月出演電影《那天的氛圍》。
與 ms team 的合約結束後，文彩元決定不續約，並於2016年10月1日與 namoo actors 簽訂專屬合約，正式成為其旗下演員。
2017年4月確定出演tvn《犯罪心理》，首次挑戰懸疑劇，在劇中飾演以冷靜的外表來隱藏真實的自己的行動分析官河善雨，此劇於2017年7月26日首播。
2020年，文彩元繼《犯罪心理》後，時隔三年再次與演員李準基搭檔演出tvN製作的電視劇《惡之花》，飾演重案組刑警車志元。
2021年，与namoo actors的合约结束后，文彩元决定不续约，并于2021年11月24日与YNK娱乐签订专属合约，将迎接新的变化与飞跃。YNK娱乐旗下有金贤珠、申惠善、金吝勸、林世美、蔡钟协等演员。

## 演出作品

### 電視劇
| 年份 | 電視台 | 劇名                | 飾演角色           |
| ---- | ------ | ------------------- | ------------------ |
| 2007 | SBS    | 奔跑吧，鯖魚        | 閔云夕             |
| 2008 | SBS    | 風之畫師            | 丁香               |
| 2009 | SBS    | 燦爛的遺產          | 柳承美             |
| 2009 | KBS    | 拜託小姐            | 呂薏珠             |
| 2010 | MBC    | Road No. 1          | 閔英真（特别演出） |
| 2010 | SBS    | 沒關係，爸爸的女兒  | 殷彩寧             |
| 2011 | KBS    | 公主的男人          | 李世姈             |
| 2012 | KBS    | 善良的男人          | 徐恩琪             |
| 2013 | KBS    | Good Doctor善良醫生 | 車允書             |
| 2016 | MBC    | Goodbye Mr. Black   | Swan/白恩英        |
| 2017 | tvN    | 犯罪心理            | 河善雨             |
| 2018 | tvN    | 雞龍仙女傳          | 宣玉南             |
| 2020 | tvN    | 惡之花              | 車志元             |
| 2023 | SBS    | 法錢                | 朴俊晶             |
| 2023 | SBS    | 模範計程車2         | 吳美書（特別出演） |

### 電影
| 年份   | 電影名稱     | 飾演角色 | 備註           |
| ------ | ------------ | -------- | -------------- |
| 2008   | 我們學校的ET | 李恩實   |                |
| 2011   | 最終兵器：弓 | 子仁     | 2011年票房冠軍 |
| 2014   | 戀慕         | 蓮熙     | 短篇電影       |
| 2015   | 今天的戀愛   | 金賢雨   |                |
| 2016   | 那天的氛圍   | 秀貞     |                |
| 2018   | 明堂         | 楚善     |                |
| 2021   | 層           | 申智浩   |                |
| 待公布 | 我們長大了   |          |                |

### MV
| 年份 | 演唱者   | 歌曲名稱   |
| ---- | -------- | ---------- |
| 2006 | Big Mama | Never Mind |
| 2007 | 成始璄   | 再一次離別 |

## 得獎
- 2008年：第16屆大韓民國文化演藝大賞－戲劇部門 新人獎（風之畫師）
- 2008年：SBS演技大賞－新人獎、最佳情侶獎（與文瑾瑩）（風之畫師）
- 2011年：第48屆韓國大鐘獎－女子新人獎（最终兵器：弓）
- 2011年：第32屆青龍電影獎－女子新人獎（最终兵器：弓）
- 2011年：KBS演技大賞－ 人氣獎、女子最優秀演技獎、最佳情侶獎（與朴施厚）（公主的男人）
- 2011年：第9届韩国时尚生活颁奖礼（korea lifestyle awards）－2011年度最佳衣著奖
- 2011年：第27届韩国最佳着装天鹅奖（27th Korea Best Dresser Swan Award）演员部门
- 2011年：第3届韩国珠宝大奖－演员部门钻石奖
- 2011年：第19届韩国文化演艺大赏－电影部门优秀演技奖（最终兵器：弓）、电视剧部门最优秀演技奖（公主的男人）
- 2011年：KBS演技大賞－女子最優秀演技獎、人氣獎、最佳情侶獎（與朴施厚）（公主的男人）
- 2012年：KBS演技大賞－女子最優秀演技獎、網路人氣獎、最佳情侶獎（與宋仲基）（善良的男人）
- 2013年：第21屆大韓民國文化演藝大賞（朝鲜语：대한민국문화연예대상）－電視劇部門 最優秀女子演技賞
- 2013年：KBS演技大賞－中篇電視劇優秀演技獎、人氣獎、最佳情侶獎（與周元）（Good Doctor）
- 2015年：第19屆富川國際電影節BIFAN-制作人選擇獎
- 2023年：SBS演技大獎－迷你劇類型及動作部門 女子最優秀演技獎（權貴復仇）

## 腳註
1. ↑  박현민. . 스포츠조선. 2010-11-29  [2015年1月12日]. （原始内容存档于2020-04-18） （韩语）.
2. ↑  Swimming. . www.kpopn.com. 2021-11-27  [2022-01-19]. （原始内容存档于2022-05-29） （中文（臺灣））.
3. ↑  강내리. . YTN. 2025-03-05  [2025-03-05]. （原始内容存档于2025-03-05） （韩语）.
4. ↑  . 10asia. 2008年12月9日  [2015年1月12日]. （原始内容存档于2019年9月22日） （韩语）.
5. 1 2  . STARMK. 2011年10月24日  [2015年1月12日]. （原始内容存档于2016年9月19日） （韩语）.
6. ↑  . 일간스포츠. 2012年1月6日  [2015年1月12日] （韩语）.[永久]
7. ↑  .   [2012-11-20]. （原始内容存档于2020-04-18）.

## 外部連結
- 文彩元DCINSIDE문채원 갤러리 （页面存档备份，存于）
- Daum cafe（页面存档备份，存于）
- 文彩元的Instagram帳戶